# جون بالمر (صحفي)
جون بالمر (بالإنجليزية: John Palmer)‏ هو صحفي أمريكي، ولد في 10 سبتمبر 1935 في كينغسبورت في الولايات المتحدة، وتوفي في 3 أغسطس 2013 في واشنطن العاصمة في الولايات المتحدة بسبب تليف رئوي.

## وصلات خارجية
- جون بالمر على موقع IMDb (الإنجليزية)